# Hans Altherr
Hans Altherr (Sankt Gallen, 29 april 1950) is een Zwitsers politicus.

## Biografie
Hans Altherr studeerde rechten aan de universiteiten van Genève en Zürich. Aansluitend was hij als advocaat werkzaam in het kanton Appenzell Ausserrhoden.
Hans Altherr is lid van de Vrijzinnig Democratische Partij van Appenzell Ausserrhoden (de afdeling van de federale Vrijzinnig Democratische Partij) Van 1976 tot 1993 was hij wethouder (Gemeinderat) in Trogen. Van 1989 tot 1998 was hij lid van de Kantonsraad van het kanton Appenzell Ausserrhoden.
Hans Altherr was van 1998 tot 2005 lid van de Regeringsraad van het kanton Appenzell Ausserrhoden. Hij beheerde het departement van Economische Zaken en was van 1 juni 2000 tot 31 mei 2003 Regierend Landammann (dat wil zeggen regeringsleider) van het kanton Appenzell Ausserrhoden.
In 2004 werd hij in de Kantonsraad, de eerste kamer van de Bondsvergadering gekozen. In 2007 werd hij herkozen. Hij is lid van de parlementaire commissies Financiën, Sociale Zaken en Volksgezondheid en Veiligheid. Daarnaast maakt hij deel uit van de Zwitserse delegatie bij de Parlementaire Vergadering van de Noord-Atlantische Verdragsorganisatie (NAVO). Hij verliet de Kantonsraad in 2015.
Hans Altherr is ook ondernemer en eigenaar van Weiss AG.